# Nino Cerruti
Pour les articles homonymes, voir Cerruti (homonymie).
 (janvier 2022).
Si vous disposez d'ouvrages ou d'articles de référence ou si vous connaissez des sites web de qualité traitant du thème abordé ici, merci de compléter l'article en donnant les références utiles à sa vérifiabilité et en les liant à la section « Notes et références ».
Nino Cerruti, né le 25 septembre 1930 à Biella, dans la province du même nom, au Piémont et mort le 15 janvier 2022 à Verceil, toujours dans le Piémont, est un entrepreneur et styliste italien, parmi les plus célèbres au monde.
Il a fondé sa maison de haute couture Cerruti en 1967 à Paris 8e, au 3 place de la Madeleine.

## Biographie
Né le 25 septembre 1930 à Biella en Italie, Nino Cerruti rêvait de devenir journaliste. Il abandonne pourtant ses études de philosophie en 1950, pour reprendre l'usine familiale de tissus, fondée par son grand-père en 1881.
Cette usine lainière Lanificio Fratelli Cerruti est une usine de filage et de tissage. Installée à Biella en Italie, au pied des Alpes, la filature profite de l’exceptionnelle pureté de l’eau qui permet de laver et teindre la laine. Une laine le plus souvent venue d’Australie et d’Afrique du Sud, qui ne cesse d’être retravaillée afin de créer des tissus tels que flanelle, tweed, cachemire ou étamine de laine.
Sous l’impulsion de Nino Cerruti, la lainière piémontaise devient un laboratoire de recherche, multipliant les innovations techniques pour créer de nouveaux fils : des filés très fins comme le super 100 (1 kg de laine pour 100 km de fil), suivi par les super 120, 150, 180 et même 210.
Aujourd’hui encore, les tissus Cerruti sont fabriqués dans ces ateliers.
Le créateur est convaincu que la véritable élégance repose sur des vêtements qui mettent à l'aise. Il invente donc de nouveaux fils, élabore des techniques de finissage différentes, vérifie chaque étape de la production.
Nino Cerruti modernise les ateliers de tissages de son grand-père et investit dans deux usines milanaises pour produire sa première ligne masculine en 1957 à Milan. Les griffes Cerruti 1881 et Cerruti sont lancées en 1967 à Paris, avec l’ouverture de la boutique phare située au 3 place de la Madeleine.
Avant de fonder sa propre marque en 1974, Giorgio Armani avait travaillé à Paris sous la direction de Nino Cerruti.
Dans les années 1970, Nino Cerruti fait entrer le style « casual chic » dans la mode masculine, notamment via une veste déconstruite. Au cours de la décennie suivante, ses tenues sportives rencontrent le succès, et il habille le tennisman Jimmy Connors ou encore le skieur Ingemar Stenmark.
La maison Cerruti apparaît au cinéma dès la fin des années 1980, aux génériques de nombreux films tels que Bonnie and Clyde, Pretty Woman ou Basic Instinct. Nino Cerruti habille alors des acteurs tels que Michael Douglas, Jack Nicholson, Tom Hanks, Bruce Willis, Sharon Stone, Robert Redford, Harrison Ford, Al Pacino, ou encore Jean-Paul Belmondo. Nino Cerruti est apparu dans les films hollywoodiens Holy Man (1998), Catwalk (1996) et Cannes Man (1996).
En 1994, Cerruti est le designer officiel de la Scuderia Ferrari.
En octobre 2000, Nino Cerruti décide de vendre sa marque Cerruti basée à Paris à un groupe d'investisseurs italiens puis rejoint l'entreprise familiale de son grand-père, Lanificio Fratelli Cerruti, dal 1881, à Biella et Milan[réf. nécessaire].
Toujours en 2000, il est décoré chevalier du Travail.
En 2004, Lanificio Fratelli Cerruti rachète l'entreprise italienne Baleri.
Nino Cerruti meurt le 15 janvier 2022 à l'âge de 91 ans, à l'hôpital de Verceil (Vercelli, dans la région du Piémont), où il séjournait pour une opération à la hanche.